# Carol Heiss
Pour les articles homonymes, voir Heiss.
Carol Heiss (née le 20 janvier 1940 à New York, État de New York), est une ancienne patineuse artistique américaine. Elle fut championne olympique aux JO de 1960 à Squaw Valley.

## Biographie

### Carrière sportive
Carol Heiss grandit dans le Queens à New York où elle débuta le patinage à l'âge de six ans, entraînée par le français Pierre Brunet. Après avoir remporté diverses récompenses dans les catégories juniors (dont le championnat américain junior en 1952), elle passa chez les seniors en 1953 à 13 ans. Durant trois ans, elle finit seconde aux championnats des États-Unis derrière Tenley Albright. Cette performance lui permet de se qualifier aux JO de 1956 à Cortina d'Ampezzo où elle remportera la médaille d'argent derrière sa compatriote Albright, mais quelques semaines plus tard elle la bat aux championnats du monde à Garmisch-Partenkirchen (son premier des cinq titres de championne du monde). En même temps, elle réussit brillamment ses études à l'Université de New York.
Après les JO de 1956, Carol devient professionnelle et patine à l'occasion de shows de patinage, mais sa mère, Marie Heiss, tombe rapidement malade (atteinte d'un cancer) et avant de décéder en octobre 1956 lui demande de rester amateur et de gagner une médaille d'or pour elle. Carol Heiss décide de respecter la volonté de sa mère et entre 1957 et 1960 domine la discipline comme personne depuis Sonja Henie. Elle remporte chaque année le titre national ainsi que le titre mondial, avant de s'imposer aux JO de 1960 où les neuf juges la placent première.
Elle décide de mettre un terme à sa carrière amateur de patineuse en 1960.

### Reconversion
En 1961, elle tourne un film de Walter Lang, avec l'acteur Edson Stroll : Snow White and the Three Stooges (Blanche-Neige et les trois larbins).
Après quelques galas de patinage, elle se retire complètement en 1962 en tant que pratiquante, et devient entraîneur au début des années 1970 dans la ville où elle vit : Akron. Parmi ses élèves, on peut citer Timothy Goebel, Tonia Kwiatkowski (en) ou Miki Ando.
Elle a épousé le patineur Hayes Alan Jenkins, champion olympique en 1956.

### Hommage
Carol Heiss est intronisée au Temple de la renommée du patinage artistique américain en 1976.

## Palmarès
| Compétition                     | 1953 | 1954 | 1955 | 1956 | 1957 | 1958 | 1959 | 1960 |
| Jeux olympiques                 |      |      |      | 2e   |      |      |      | 1re  |
| Championnats du monde           |      |      | 2e   | 1re  | 1re  | 1re  | 1re  | 1re  |
| Championnats d'Amérique du Nord | 2e   |      | 2e   |      | 1re  |      | 1re  |      |
| Championnats des États-Unis     | 2e   | 2e   | 2e   | 2e   | 1re  | 1re  | 1re  | 1re  |
| Légende : F = Forfait           |      |      |      |      |      |      |      |      |